# GTR (gruppo musicale)
I GTR erano un supergruppo progressive fondato nel 1986 da due virtuosi della chitarra rock, Steve Howe (Yes) e Steve Hackett (Genesis). Il nome "GTR" è un'abbreviazione di guitar ("chitarra").
Oltre a Howe e Hackett, i GTR comprendevano Max Bacon alla voce, Phil Spalding al basso e Jonathan Mover alla batteria (Mover in seguito sarebbe diventato celebre come batterista di Steve Vai); nel corso del 1987 il posto di batterista venne occupato dall'ex Saxon Nigel Glockler.
I GTR realizzarono un unico album omonimo (1986), prodotto da Geoffrey Downes degli Asia, che compose anche il brano "The Hunter". GTR raggiunse lo status di disco d'oro, e il singolo When the Heart Rules the Mind rimase in classifica per 16 settimane. Anche un altro singolo, The Hunter, fu trasmesso con una certa frequenza su MTV.
Nonostante il suo successo commerciale, l'album dei GTR non è generalmente molto apprezzato dai fan dei Genesis o degli Yes, che tendono a considerarlo ricco di "riempitivi" di poco spessore musicale (e a criticare l'insolita voce da tenore di Bacon).
Dopo il tour di promozione dell'album di debutto dei GTR, Hackett iniziò a dimostrare una certa insofferenza per la gestione economica del gruppo, e nel 1987 abbandonò, commentando che il progetto era stato "interessante per circa cinque minuti" . I suoi commenti e le sue dichiarazioni successivi sui GTR non sono mai stati molto espliciti, e hanno dato adito ad alcune supposizioni circa l'amichevolezza dei rapporti fra Howe e Hackett .

## Formazione
- Max Bacon, voce (1986-1987)
- Steve Hackett, chitarra (1986-1987)
- Steve Howe, chitarra (1986-1987)
- Robert Berry, chitarra (1986-1987)
- Mike Wible, tastiera (1986-1987)
- Phil Spalding, basso (1986-1987)
- Jonathan Mover, batteria (1986-1987)

## Discografia
- GTR, 1986